# 近藤長次郎

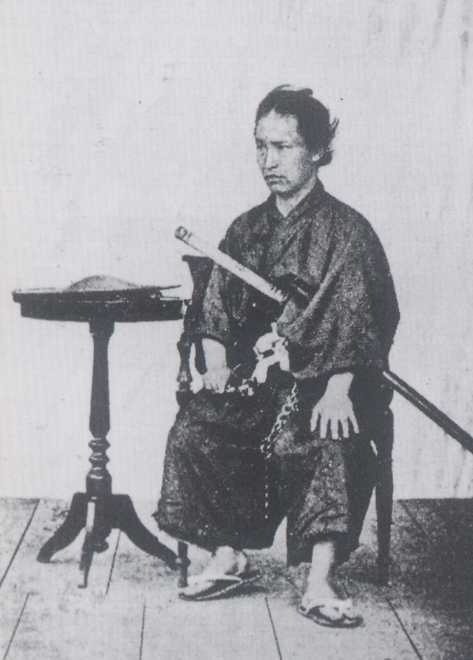
近藤長次郎

近藤 長次郎（こんどう ちょうじろう、天保9年3月7日（1838年4月1日） - 慶応2年1月14日（1866年2月28日））は、幕末の日本の政治家。名を春宗。別名は上杉宋次郎、近藤昶次郎、梅花道人。

## 生涯

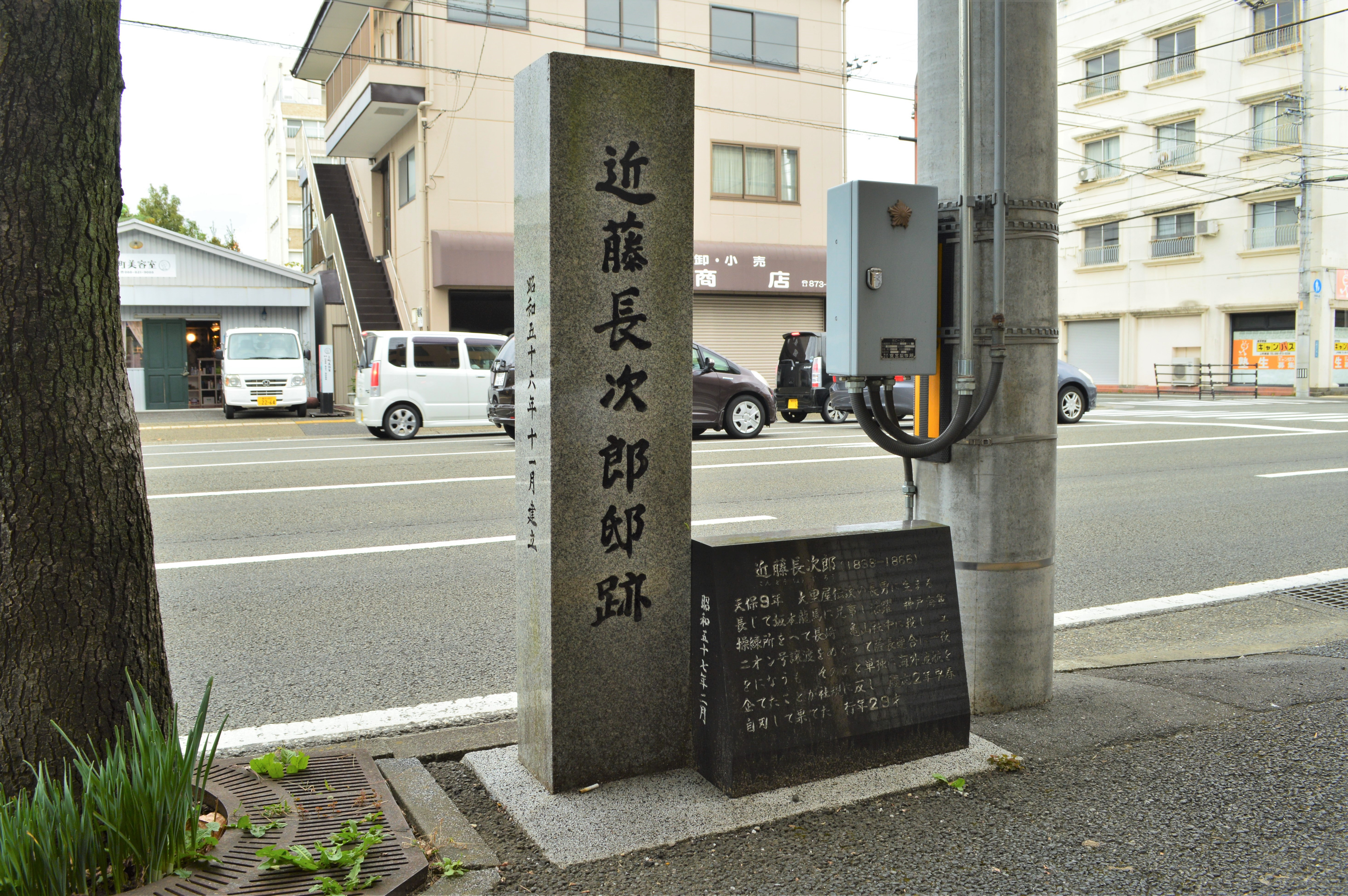
近藤長次郎邸跡碑（高知市上町2丁目）

高知城下の饅頭商人の息子として生まれ、長次郎自身も饅頭を売り歩いていたため、はじめは苗字がなく饅頭屋長次郎と呼ばれた。幼少期から聡明で土佐では河田小龍の塾に入門し、その後岩崎弥太郎に師事。安政6年（1859年）、土佐藩の重役由比猪内の従僕として江戸に留学し、儒学を安積艮斎、洋学を手塚玄海、砲術を高島秋帆に学んだ。文久2年（1862年）、勝海舟に入門した。その才能を山内容堂にも認められて文久3年（1863年）に名字帯刀を許され、同年6月、神戸の勝私塾に入門して航海術を学んだ。元治元年（1864年）5月、神戸海軍操練所が開設され、「勝安房守家来」として聴講生のような形で入所した。その後、勝が失脚したため、行き場を失い脱藩した。この間の文久3年（1863年）9月に大坂で大和屋弥七の娘・お徳と結婚して翌年7月に長男をもうけている。
勝は薩摩藩に援助を要請し、薩摩藩も軍艦の乗組員が不足していたので、近藤らは薩摩藩に取り込まれることになり、元治2年2月、鹿児島に向かい、小松帯刀の下で艦船の運用に従事したりする、土佐藩を中心とする脱藩浪士の集団となり、社中と自称した。この段階では坂本龍馬とは一切関係がない。慶応元年（1865年）7月21日、小松帯刀と井上馨、伊藤博文との歴史的会談によって、薩摩藩の名義貸しによる長州藩の武器購入が決定したが、井上が小松に同道して鹿児島に行き、軍艦購入の根回しをした際、そのサポートにあたった。後年井上の回想を元に出版された『井上伯伝・四』（中原邦平、1907年）によると、近藤は薩摩藩士に対して討幕のために薩摩と長州の連携を促す意義を説いたという。近藤が中心となって武器を長崎から長州藩に運搬した際、長州藩主・毛利敬親に謁見を許され、ユニオン号購入への尽力を依頼された。さらに武器購入と運搬への尽力に謝意を示されて三所物を下賜され、藩主父子から島津久光・茂久父子に対する礼状を託された。近藤は土佐藩浪士ではなく、薩摩藩士と認識されていた。
岩崎弥太郎とは知己で、土佐を立つ際には餞別として刀を貰っている。同じく土佐藩出身である坂本龍馬とは仲が良く、龍馬と共に海援隊の前身である亀山社中を設立した。また龍馬の命令で長州藩に赴き、小銃を売り渡している。このとき、長次郎は長州藩主毛利敬親から謝礼の言葉を直々に受けている。
そして長次郎は汽船・ユニオン号を購入したが、この時に長州藩とユニオン号の引渡し条件をめぐって諍いが起こってしまう。しかし龍馬が仲介したため、長州藩は謝礼金を支払ったといわれている。

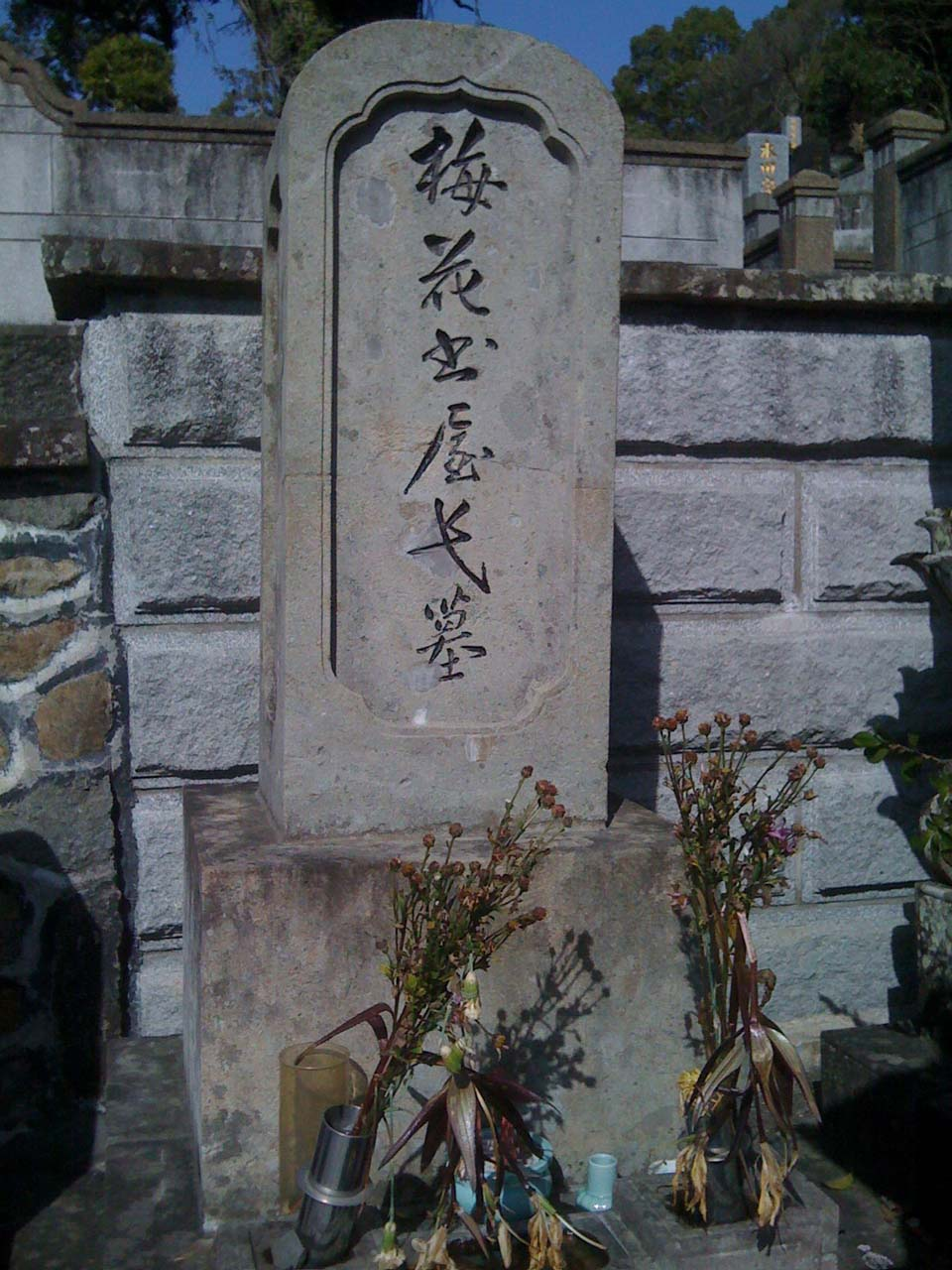
近藤長次郎の墓（長崎市）

その後長次郎は、薩摩藩家老の小松清廉が費用を出し英商人トーマス・ブレーク・グラバーが船の手配をしてイギリスへ留学する予定であったが、亀山社中の社中盟約書に違反したとして仲間たちより追及を受けたのち責任をとって小曽根乾堂邸で切腹した。なお、このとき切腹を命じたのは龍馬自身であったという説が一部にあるが、当時龍馬は薩長同盟締結のため京都に赴いていて長崎には不在であり、長次郎の切腹は、龍馬不在中に社中の隊士が決定したことである可能性が高い。享年29。
龍馬の妻であるお龍は後に回顧録『千里駒後日譚』（せんりのこまごじつのはなし）の中で長次郎の訃報を聞いた龍馬が「己が居ったら殺しはせぬのぢゃった」とその死を悼んでいたという証言を残している。
なお、龍馬本人の手帳には「術数余りあって至誠足らず。上杉氏の身を亡ぼす所以なり」（「坂本龍馬手帖摘要」）という「上杉氏」に対する非難めいた記述がある。
葬儀は社中の者であげた。墓は皓台寺墓地内の高島秋帆（幕末期砲術家）の墓の裏手（山側）にひっそりと建てられていたが、現在では大浦お慶とともに志士たちを援助した小曾根家の墓地内に移設されている。墓碑には、小曾根邸の離れの屋敷名をとって｢梅花書屋氏墓｣と記されている。筆跡は龍馬のものとされている。
明治31年（1898年）、正五位を追贈された。

## 関連作品

### テレビドラマ
- 竜馬がゆく（1968年、NHK大河ドラマ、演：北浦昭義）
- 天皇の世紀 第二部 第11回「長崎と亀山社中」（1973年、朝日放送テレビ、演:沖田駿一郎）
- 勝海舟（1974年、NHK大河ドラマ、演：北村総一朗）
- 竜馬がゆく（1982年、テレビ東京、演：原田大二郎）
- 幕末青春グラフィティ 坂本竜馬（1982年、日本テレビ、演：室積光）
- 坂本龍馬（1989年、TBS、演：香川照之）
- 野望の国 嵐の章（1989年、日本テレビ、演：香川照之）
- 勝海舟（1990年、日本テレビ、演：大倉順憲）
- 竜馬におまかせ!（1996年、日本テレビ、演：北原雅樹）
- 竜馬がゆく（2004年、テレビ東京、演：長谷川朝晴）
- 龍馬伝（2010年、NHK大河ドラマ、演：大泉洋）

### 映画
- 幕末（1970年、演：中村嘉葎雄）
- 幕末青春グラフィティ Ronin 坂本竜馬（1986年、演：倉崎青児）

### テレビアニメ
- お〜い!竜馬（1992年 - 1993年、NHK総合テレビ、声：鈴木晶子（幼年期）、三木眞一郎（青年期））

### 漫画
- 『竜馬がゆく』（原作：司馬遼太郎、漫画：鈴ノ木ユウ）